# Argyractis leucistis
Argyractis leucistis là một loài bướm đêm trong họ Crambidae.